# Бужумбура Мери
Бужумбура Мери е една от 18-те провинции на Бурунди. Състои се изцяло от град Бужумбура, бившата столица. 
Провинция Бужумбура Мери е създадена в резултат на разделянето на провинция Бужумбура на Бужумбура Мери и Бужумбура Рурал.

## Общини
Към 2014 г. град Бужумбура е разделен на три общини:
- община Муказа
- община Муха
- община Нтахангва